# 리얼메일
리얼메일(RealMail)은 대한민국 리얼시큐에서 개발한 메일 보안 소프트웨어이다. 본 메일보안솔루션 제로 트러스트 (Zero trust)를 기반과, SMTP에러코드 분석을 통해 발신정보를 직접 확인, 사설메일서버를 검증하여 BEC공격을 원천적으로 탐지, 차단하는 사칭메일 전용 보안시스템이다. 

## 주요 기능
- 사설메일서버 검증 - SMTP 에러코드를 분석하여 발신정보 검증 - 발신정보를 분석해 메일서버 구성 형태별로 분류 - 출처가 불분명한 사설메일 차단 - 사칭, 위·변조된 사설메일 차단 - 스피어피싱 차단 - 사칭메일 차단
- 도메인/서버/계정/사설메일 검증 - 국가별 메일서버 검증 후 사전 차단 - 사설메일서버에서 보낸 메일 차단 - 스팸메일, 바이러스 메일 차단
- 리스트 관리 - 차단 메일리스트로 메일유실 방지 - 차단된 메일 리스트 제공 - 국가별 메일 IP 리스트 지원 - RBL 차단 - 화이트/블랙리스트 설정 가능
- 보안 로그 제공 - 작업 및 설정 변경 등 로그 기록 제공
- 관리자 서버 관리 기능 제공 - 실시간 모니터링 및 리소스 확인, 알림 기능 제공
- 그 외 기능 - 출처가 불분명한 메일에 대한 이미지 변환 후 수신 가능  - DKIM, SPF, DMARC - 실시간 탐지모드

## 인증
- GS 1등급
- KOLAS 인증
- 국가정보원 사칭메일관리시스템 인증
- 사칭 및 위변조 메일 탐지 기술 국내 특허(10-2176564) 외 다수

## 같이 보기
- 리얼시큐
- RealMail
- RealSecu

## 권장 사양
| Mail Throughput     | 50,000                                      | 100,000                                     | 300,000                                     | 500,000                                     | 1,000,000                                   |
| Mail Concurrent     | 200                                         | 200                                         | 300                                         | 400                                         | 500                                         |
| H/W Spec (X86 계열) | 4 Core 32 GB 960*2                          | 8 Core 32 GB 960*2                          | 12 Core 64 GB 1.92*2                        | 16 Core 64 GB 3.84*2                        | 20 Core 64 GB 3.84*2                        |
| BEC 방어            | Fake, Scam, Untrust, Phishing               | Fake, Scam, Untrust, Phishing               | Fake, Scam, Untrust, Phishing               | Fake, Scam, Untrust, Phishing               | Fake, Scam, Untrust, Phishing               |
| 이메일보안          | RBL, SPAM/Anti-Virus/ SPF, DKIM, DMARC 등   | RBL, SPAM/Anti-Virus/ SPF, DKIM, DMARC 등   | RBL, SPAM/Anti-Virus/ SPF, DKIM, DMARC 등   | RBL, SPAM/Anti-Virus/ SPF, DKIM, DMARC 등   | RBL, SPAM/Anti-Virus/ SPF, DKIM, DMARC 등   |
| 부가기능            | 차단메일리스트, 국가별차단, CDR, 이미지변환 | 차단메일리스트, 국가별차단, CDR, 이미지변환 | 차단메일리스트, 국가별차단, CDR, 이미지변환 | 차단메일리스트, 국가별차단, CDR, 이미지변환 | 차단메일리스트, 국가별차단, CDR, 이미지변환 |
| 기대효과            | 사설메일서버에서 보낸 BEC공격 원천 차단     | 사설메일서버에서 보낸 BEC공격 원천 차단     | 사설메일서버에서 보낸 BEC공격 원천 차단     | 사설메일서버에서 보낸 BEC공격 원천 차단     | 사설메일서버에서 보낸 BEC공격 원천 차단     |